# Bitva u La Rothière
Bitva u La Rothière bylo válečné střetnutí napoleonských válek. Střetla se v ní vojska protinapoleonské koalice a vojska Francie. Bitva skončila vítězstvím koalice.

## Pozadí
16.-19. října 1813 prohrál Napoleon u Lipska a musel svá vojska stáhnout z Německa. Koalice nyní chystala útok na francouzské území. Napoleon sice zvítězil u Brienne, ale nešlo o příliš velké vítězství. Bylo dosaženo za číselné převahy a nemohlo zvrátit situaci v jeho prospěch.
Blücher chtěl Napoleonovi Brienne oplatit. Nyní měl 74-80 tisíc mužů proti 45 tisícům francouzským vojákům. Před bitvou Napoleon vyslal pryč maršála Neye a jeho muže. Bitvy se tedy mohlo zúčastnit jen 34 000 Francouzů.

## Bitva
Koaliční jednotky tvořily kolem Francouzů půlkruh. Nejdříve se ruští vojáci snažili rozvinout děla, ale zaútočila na ně francouzská jízda. Dělostřelci rychle děla nabili a počkali až Francouzi vjedou před jejich ústí. Pak vypálili. Způsobili Francouzům těžké ztráty, ale nezabránili jim vjet mezi ně. Jezdci zajali několik děl a zaútočili na ruskou pěchotu, která zaútočila na La Rothière, ale nyní se stahovala. Rozrazili husary a útočili na pěchotu.
Přestalo sněžit a bylo vidět. Generál Vasilčikov nechal své jednotky přeskupit do čtverhranů. Rusové se bránili palbou z mušket a útok dalších ruských sil rozrazil francouzským jezdcům bok. Byli zahnáni na útěk a Rusové zajali 24 jízdních děl.
Napoleonovi hrozil průlom středu jeho pozic, ale začalo znovu sněžit a nebylo nic vidět. Kolem čtvrté se viditelnost zlepšila a Rusové zaútočili s bodáky na La Rothière. Ruští vojáci donutili většinu francouzských sil La Rothière vyklidit. Jen někteří veteráni se zabarikádovali na severu vsi a houževnatě se bránili. Ruský postup navíc zpomalil útok generála Colberta, jenž napadl jednotky, které do města teprve vstupovaly.
Nalevo od La Rothière Rakušané zaútočili na Dienville, přes jediný úzký most. Jejich postup byl rychle zastaven, ale napravo od La Rothière zaútočili Würtemberčané z lesa Beaulieu. Jejich postup zastavil maršál Victor. Nasazení dalších sil na tomto úseku situaci změnilo. Kolem páté musel Victor ustoupit. V sedm byl dobyt Chausmeil a Napoleon si uvědomil, že bitvu prohrál.
Napoleon zahájil útok na La Rothière, dobyl jej zpět, ale bylo jasné, že útok dalších ruských sil ho dobude zpět. Napoleona zachránila noc. Koaliční velitelé se rozhodli, že nebudou útočit v noci, aby nedošlo k bojům mezi vlastními vojáky. V noci se Francouzi stáhli z bojiště.